# Josef Stanek (Elektroingenieur)

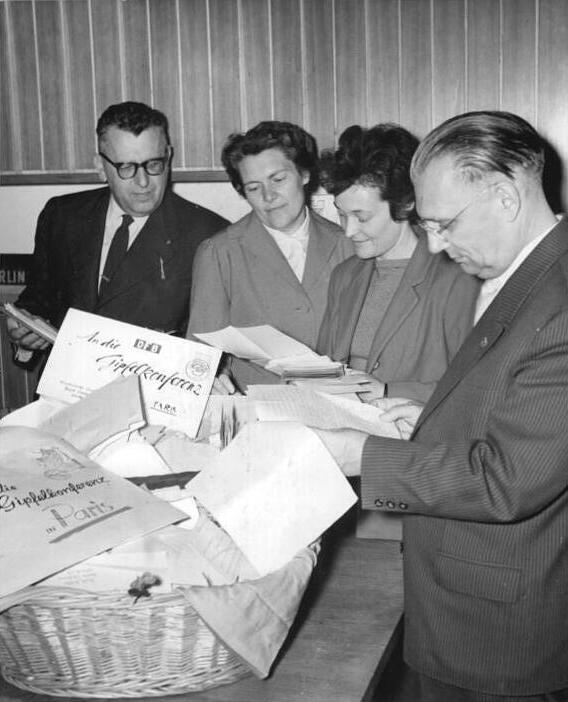
In seiner Funktion als Vorsitzender des Berliner Ausschusses der Nationalen Front empfängt Josef Stanek (links) Berliner Frauen (1960)

Josef Anton Stanek (* 6. Oktober 1901 in Rixdorf; † 3. Februar 1984 in Berlin) war ein deutscher Elektroingenieur, Hochschullehrer und Leiter wichtiger Behörden der DDR.

## Leben
Stanek wurde als Sohn eines Chemikers geboren und legte 1922 das Abitur an der Oberrealschule in Offenbach am Main ab. Er schloss 1927 ein Studium der Elektrotechnik an der TH Darmstadt als Diplom-Ingenieur ab. Anschließend wurde er Projektingenieur bei der Kölner Niederlassung der Siemens-Schuckertwerke; ab 1929 war er Entwicklungsingenieur, später Oberingenieur und Leiter von Forschungslaboratorien für Hochfrequenz-Messinstrumente im Wernerwerk der Siemens & Halske in Berlin. 1933 trat er der NSDAP bei.
Ab 1951 war er Direktor und ab 1954 Werkleiter der Entwicklung und Fabrikation Elektrischer Messinstrumente (EFEM, später Institut für Gerätebau der Deutschen Akademie der Wissenschaften), Berlin-Oberschöneweide. 1953 wurde er Titularprofessor für Elektrotechnik an der TH Dresden. Von 1955 bis 1957 war er Leiter des Zentralamtes für Forschung und Technik bei der Staatlichen Plankommission. Von 1957 bis 1964 war er Präsident des Deutschen Amtes für Maß und Gewicht, später Deutsches Amt für Messwesen. Von 1964 bis 1968 war er Leiter des Zentralinstituts für Information und Dokumentation.

## Auszeichnungen
- 1950: Ehrentitel „Held der Arbeit“[3]
- 1954: Nationalpreis der DDR III. Klasse für Wissenschaft und Technik „für seine hervorragenden Leistungen auf dem Gebiete der Entwicklung elektrischer Präzisionsmeßgeräte“[4]
- Vaterländischer Verdienstorden in Bronze (1959),[5] Silber (1961)[6] und Gold (1971)[7]
- 1966: Banner der Arbeit „in Anerkennung besonderer Verdienste beim Aufbau des Sozialismus und bei der Festigung und Stärkung der DDR“[8]
- 1970: Ernst-Abbe-Medaille[9]
- 1976: Ehrendoktorwürde (Dr.-Ing. E.h.) der TU Dresden[1]

## Schriften (Auswahl)
- Messung von Strom, Spannung und Leistung bei Hochfrequenz. Siemens & Halske, Berlin 1940 (Sonderdruck aus Europäischer Fernsprechdienst, Folge 55).
- Einführung in die Vektorrechnung für Elektrotechniker. Verlag Technik, Berlin 1958.
- Technik elektrischer Meßgeräte. Verlag Technik, Berlin 1957 (2., überarb. und erw. Aufl. 1962).
- Die Information, ein neuer Zweig der Wissenschaften. (Manuskript zum Referat auf dem Lehrgang über die Information, der in der Zeit vom 13. 4. bis 26. 4. 1966 in Oberbärenburg stattfand). Berlin 1966.
- (Hrsg.): Handbuch der Meßtechnik in der Betriebskontrolle. 6 Bände. Geest & Portig, Leipzig 1969–1973.